# Seconda guerra macedonica
La seconda guerra macedonica (200 a.C.-197 a.C.) venne combattuta dalla Repubblica romana, alleatasi con Attalo I di Pergamo, e Rodi, contro Filippo V di Macedonia che era al fianco del re di Bitinia, Prusia I. L'esito della guerra fu la sconfitta di Filippo, costretto ad abbandonare i possedimenti macedoni in Grecia. Sebbene i romani concludessero la guerra dichiarando la restaurazione della libertà della Grecia, di fatto si trattò di un importante passo dell'intervento romano negli interessi della regione, e della sua successiva conquista, nel 146 a.C.

## Antefatti

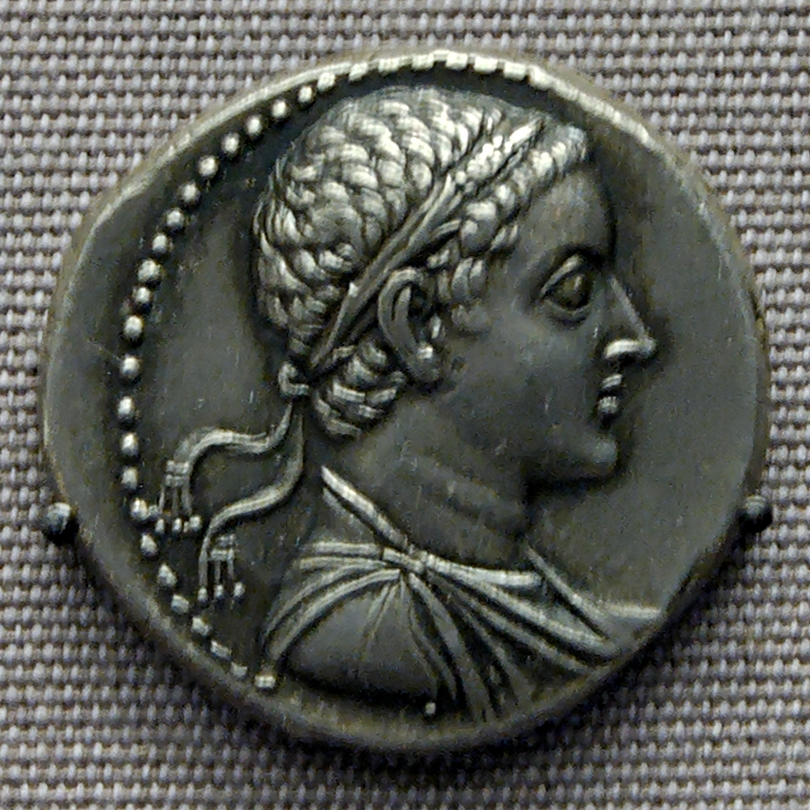
Moneta raffigurante Tolomeo V

Nel 204 a.C. morì Tolomeo IV faraone d'Egitto, che lasciò sul trono il figlio Tolomeo V Epifane di sei anni. Filippo V di Macedonia e Antioco III il Grande re dell'Impero seleucide decisero di sfruttare la debolezza del giovane faraone stipulando un patto segreto che prometteva al re macedone l'egemonia nell'Egeo e ad Antioco quella sulla Celesiria, la Cilicia, la Fenicia e la Palestina.
Per prima cosa Filippo pose la propria attenzione sulle città stato greche in Tracia e nella zona dei Dardanelli. La sua avanzata nella zona, con la conquista di Cio allarmò Rodi e Pergamo, che avevano interessi in quell'area.

Moneta raffigurante Filippo V di Macedonia (221 a.C. - 179 a.C.), recante l'iscrizione greca che recita: [moneta] di re Filippo. Risale al 208/207 a.C.

Nel 201, Filippo lanciò una campagna militare in Asia Minore, assediando Samo e conquistando Mileto. A questi due attacchi, seguirono devastazioni nei territori di Pergamo, e l'invasione della Caria, che però fu efficacemente contrastata da Rodi e Pergamo, che riuscirono a bloccare la flotta di Filippo nel porto di Bargilia, forzandolo a passare lì l'inverno.
A questo punto, anche se Rodi e Pergamo si trovavano in una posizione di vantaggio sul nemico, temendone la forza, si risolsero a chiedere aiuto a quella che appariva essere la maggiore potenza del mar Mediterraneo.

## Gli interessi di Roma

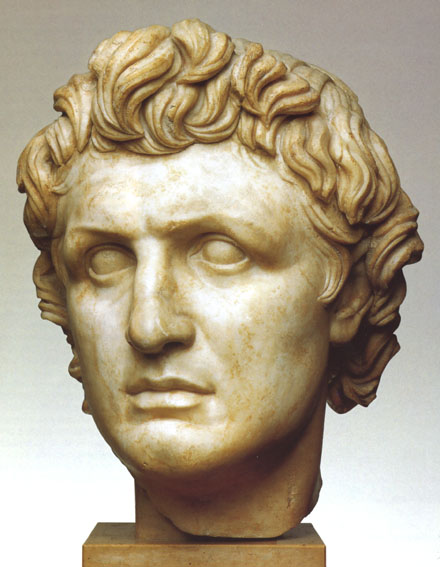
Attalo I

Roma ha appena vinto la seconda guerra punica contro i Cartaginesi condotti da Annibale. Fino a questo momento della sua storia, non ha mai avuto alcun interesse per le questioni che riguardavano il Mediterraneo orientale. La prima guerra macedonica contro Filippo V, era stata causata da interessi in Illiria e si era conclusa, senza grandi battaglie, con la Pace di Fenice nel 205 a.C. . Le recenti azioni di Filippo in Tracia ed Asia Minore avrebbero potuto interessare i romani, se non molto marginalmente. Nonostante tutto, il Senato romano ascoltò gli ambasciatori di Rodi e Pergamo, e poi decise di inviare tre ambasciatori in oriente, per capire cosa stesse accadendo.
Gli ambasciatori non trovarono altri sostenitori per una guerra contro Filippo finché non arrivarono ad Atene. Qui si incontrarono con re Attalo I di Pergamo ed alcuni diplomatici di Rodi. Contemporaneamente Atene dichiarava guerra alla Macedonia e Filippo V iniziava l'invasione dell'Attica. A quel punto gli ambasciatori romani si incontrarono con i generali macedoni a cui chiesero di non attaccare le città greche e di intavolare discussioni con Pergamo e Rodi per discutere dei danni di guerra. I generali abbandonarono i territori ateniesi e portarono a Filippo le richieste dei romani.
Dal suo canto Filippo, che era riuscito ad eludere il blocco navale e a tornare in Macedonia, respinse l'ultimatum romano, e rinnovò i propri attacchi ad Atene, oltre ad iniziare un'altra campagna militare nella zona dei Dardanelli dove conquistò l'importante centro di Abido, dove entrò dopo che gli abitanti, assediati, si suicidarono tutti.
Qui, nell'autunno del 200 a.C., un ambasciatore romano raggiunse Filippo V per consegnargli un secondo ultimatum, invitandolo a non attaccare alcuna città della Grecia, come nessun territorio di Tolomeo V, e di accettare un arbitrato con Rodi e Pergamo; in quello stesso momento contingenti romani sbarcavano in Illiria. Filippo rifiutò l'ultimatum sostenendo che non stava violando alcun termine della pace di Fenice firmata con i romani.

## La guerra

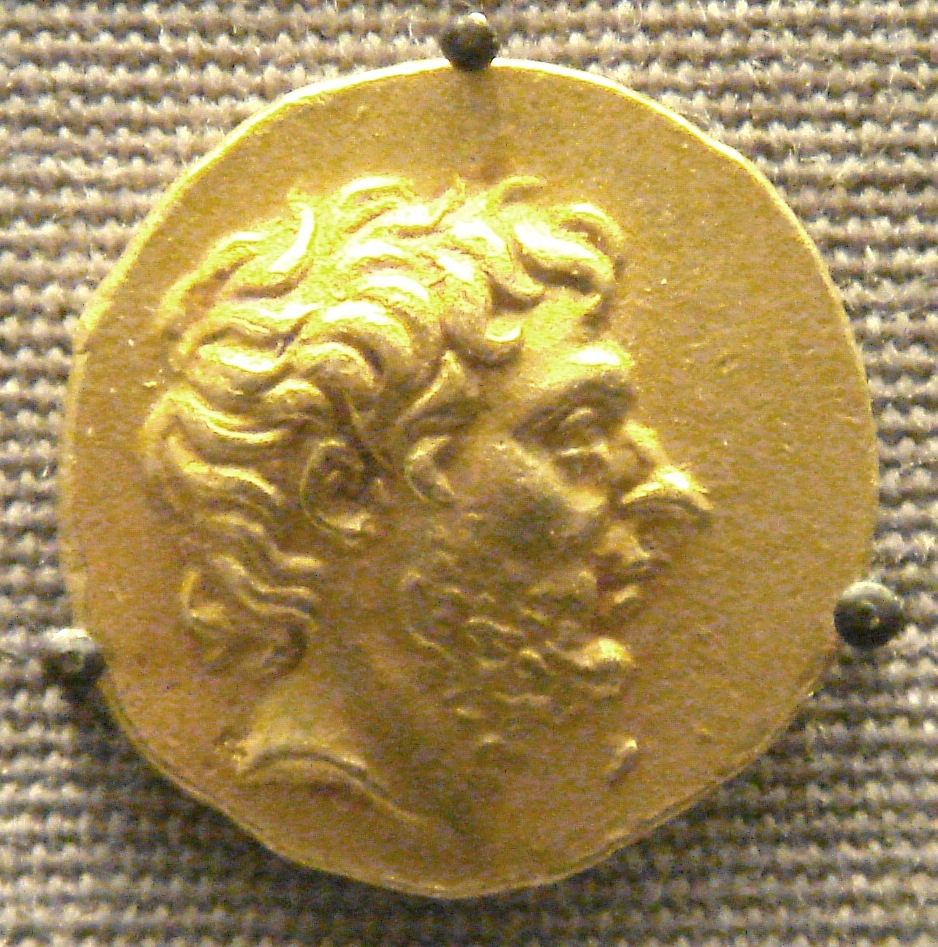
Tito Quinzio Flaminino in una moneta conservata al British Museum

Fu così che Filippo si trovò con pochi alleati in Grecia, anche se i romani non ne potevano contare molti di più, a causa delle brutalità commesse dai Romani durante la prima guerra macedonica. Molte città adottarono una politica attendistica per valutare lo sviluppo degli eventi.
Durante i primi due anni la campagna militare fu poco brillante per i romani, con Publio Sulpicio Galba Massimo che fece pochi progressi contro Filippo, e il suo successore, Publio Villio Tappulo, che addirittura dovette fronteggiare l'ammutinamento dei suoi uomini. Nel 198 a.C. Tappulo lasciò il comando dell'esercito a Tito Quinzio Flaminino, che avrebbe dato prova di essere un generale totalmente differente dai predecessori.
Flaminino, che non era ancora trentenne e si proclamava filoellenista, cambiò l'approccio romano alla guerra contro Filippo V. Si passò dalla richiesta di "pace in Grecia", ovvero della sospensione degli attacchi macedoni alle città greche, a quella della "libertà per i Greci", ovvero del ritiro delle truppe macedoni da tutte le città greche fino ad allora occupate, ed il rientro entro i confini della Macedonia.
Flaminino nel 198 iniziò una vigorosa campagna bellica contro Filippo, costringendolo a ritirarsi in Tessaglia. Molte città della Lega achea, tradizionalmente favorevoli alla Macedonia, fino ad allora troppo occupate dalla campagna contro Sparta per prendere parte alla seconda guerra macedone, furono convinte da questo successo romano ad abbandonare il loro atteggiamento pro-macedone; altre, come Argo, rimasero leali a Filippo.
A questo punto Filippo dichiarò la propria volontà di trattare la pace con i romani, ma questa apertura arrivò in un momento critico per Flaminino, che ansioso di terminare la guerra, non era però sicuro che, dopo le nuove elezioni a Roma, gli sarebbe stato confermato il comando in Grecia. Decise di iniziare i negoziati, mentre aspettava i risultati delle elezioni; se gli fosse stato ritirato il comando, avrebbe trattato per una rapida pace con Filippo, altrimenti avrebbe rotto i negoziati per riprendere la guerra.
Nel novembre del 198 a.C. i due comandanti si incontrarono nella Locride, ma Flaminino, per prender tempo, pretese che tutti i suoi alleati fossero presenti al negoziato. Flaminino chiese a Filippo di ritirare tutte le sue forze dalla Grecia, condizione che Filippo non poteva accettare, potendo arrivare ad abbandonare solo le recenti conquiste in Tracia e Asia Minore.
Flaminino convinse Filippo che la posizione romana era dettata dalle città greche alleate, e che questa potesse essere superata solo da un'ambasciata macedone a Roma. Filippo seguì il consiglio di Flaminino, che però, non appena seppe che gli era stato rinnovato il commando per l'anno successivo, fece in modo che i negoziati a Roma fallissero, così da poter riprendere la campagna militare contro i macedoni.
Dopo la rottura dei negoziati Filippo fu abbandonato da molte città alleate, con l'eccezione dell'Acarnania, tanto da dover assoldare un esercito di 25 000 mercenari.
I Romani sconfissero i macedoni una prima volta nella battaglia di Aous ed una seconda volta nella successiva battaglia di Cinocefale, combattuta nel giugno del 197 a.C., dove i legionari romani sbaragliarano la falange macedone. A quel punto Filippo V fu costretto a trattare la pace con Roma.

## Il trattato di pace

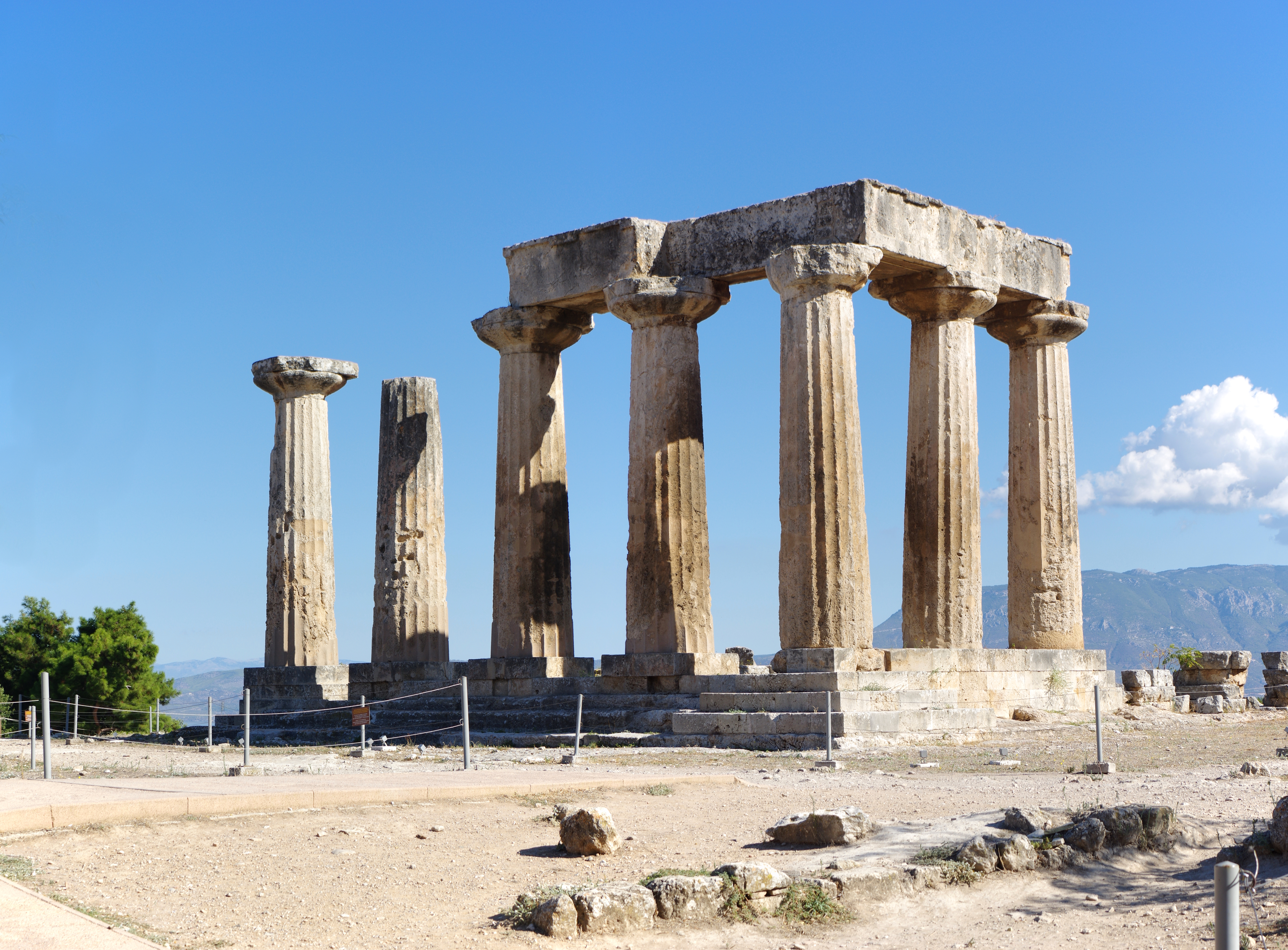
Tempio di Apollo a Corinto

Fu dichiarato un armistizio per trattare le condizioni di pace nella valle di Tempe. Filippo fu costretto ad accettare il ritiro delle truppe macedoni, dalle città appena conquistate in Tracia ed Asia Minore, e ad abbandonare tutta la Grecia; anche gli alleati romani della lega etolica fecero le loro richieste, che però furono rifiutate dal re macedone. Il trattato fu inviato a Roma, perché fosse ratificato dal Senato.
Il Senato aggiunse due ulteriori condizioni alla stipula del trattato di pace; il pagamento di una indennità di guerra, e la consegna ai romani della flotta macedone. Il trattato fu siglato solo nel 196 a.C. e durante i giochi istmici di quell'anno Flaminino poté annunciare la libertà per tutta la Grecia. Nonostante ciò, il rientro delle legioni in Italia non fu completato che nel 194 a.C. e i romani mantennero alcune guarnigioni in alcune città di importanza strategica, prima occupate dai macedoni, come Corinto, Calcide e Demetriade.